# إينوك فيتش بور
إينوك فيتش بور (بالإنجليزية: Enoch Fitch Burr)‏ هو عالم فلك أمريكي، ولد في 21 أكتوبر 1818، وتوفي في 8 مايو 1907.